# Nicolas Bouvier
Nicolas Bouvier (6. března 1929, Grand-Lancy – 17. února 1998, Ženeva) byl švýcarský cestovatel, spisovatel píšící francouzsky, novinář a fotograf.

## Život
Narodil se jako nejmladší dítě v rodině univerzitně vzdělaného knihovníka Auguste Bouviera a jeho ženy Antoinette. Jeho dědečkem z matčiny strany byl švýcarský hudebník a skladatel Pierre Maurice. Otec byl specialista na literaturu, zabývající se třicetiletou válkou a jeho syn byl od mládí fascinován mapami cizích zemí a jejich barvami a snil o tom, že je navštíví.
První vzdělání získal na soukromé náboženské škole Brechbühl v Ženevě a pak na Collège Calvin. Prázdniny trávil na zámku des Coinsins, jehož majitelem byl dědeček z otcovy strany Bernard Bouvier. Tam také hodně četl a začal se zajímat o historii. Auguste Bouvier často cestoval a podporoval tento zájem i u svého syna. První samostatnou cestu do Burgundska uskutečnil mladý Nicolas ve svých 17 letech. Po návratu se zapsal na studia středověké historie, sanskrtu a práva na Univerzitě v Ženevě.

### Cestovatel, spisovatel, novinář, fotograf

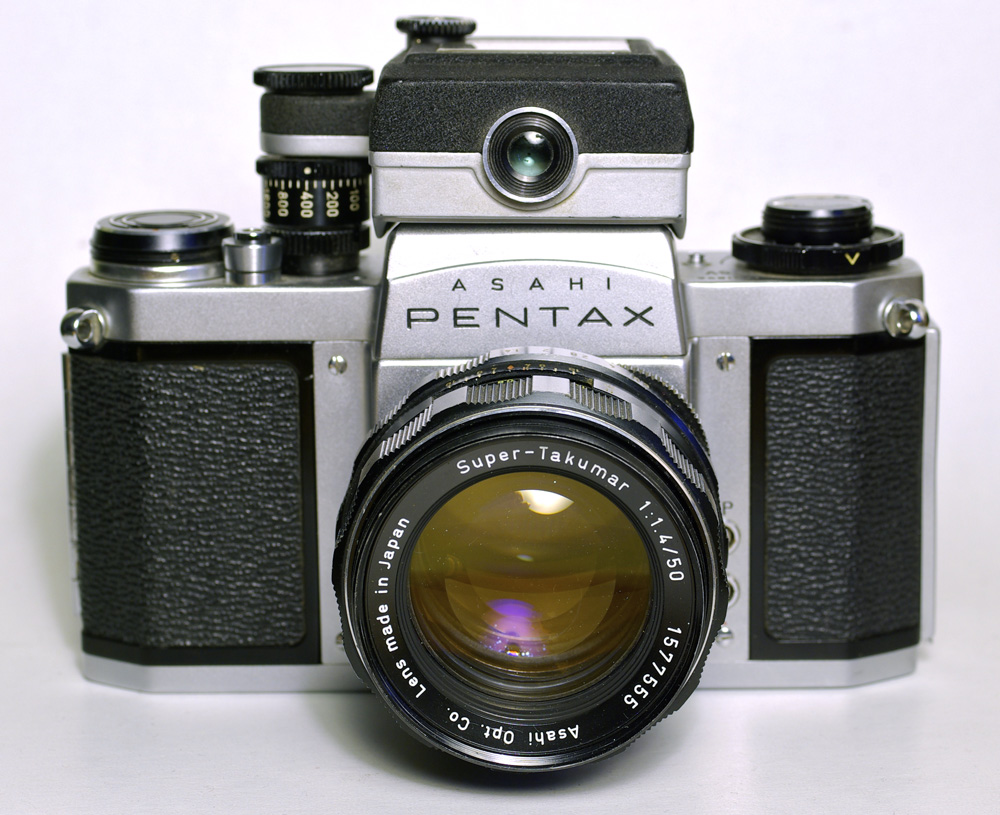
Pentax SV camera

Po ukončení studií byl celý jeho další život neodmyslitelně spjatý s cestováním. V roce 1948 byl vyslán na reportáž do Finska pro deník Tribune de Genève a pak v roce 1950 cestoval po alžírské Sahaře pro Le Courrier. Následovala řada dlouhých cestovatelských výprav, které uskutečnil sám, nebo v doprovodu svého přítele, švýcarského malíře Thierry Verneta. Byl zastáncem „pomalého cestování“, k němuž řekl, že při cestování „ze všeho nejhorší je spěch; je třeba nechat věci přijít k sobě, nechat je na sebe působit“. Zážitky z cest literárně zpracoval ve svých cestopisech; některé z nich doprovodil kresbami Thierry Vernet. První cestovatelskou výpravu podnikl v roce 1951 spolu s Thierry Vernetem a Jacquesem Choisy. Cestovali z Benátek do Istanbulu a z této cesty vznikla útlá knížka Douze gravures de Thierry Vernet. Trois textes de Nicolas Bouvier.

#### Balkán, Írán, Pákistán
V roce 1953 se vydal s Thierry Vernetem autem Fiat Topolino přes Balkán a Írán do Pákistánu. První polovinu této cesty zachytil v netradičním cestopise L'Usage du monde (Návod k použití světa), který se stal brzy po zveřejnění bestsellerem. Kniha vyšla v roce 1963 spolu s 48 kresbami Thierryho Verneta.

#### Cejlon, Indie, Japonsko
Po roce a půl se cesty obou přátel rozdělily. Thierry Vernet se na Cejlonu připojil ke své přítelkyni a Nicolas Bouvier pokračoval v cestě do Indie sám. Na hranicích s Čínou ale musel cestu z politických důvodů přerušit a vrátil se na Cejlon. Tam nemocný a deprimovaný zůstal sedm měsíců. Svůj pobyt zde zachytil v knize Le Poisson-scorpion (Ryba-štír), kterou ale vydal až po více než dvacetipěti letech, v roce 1982. V říjnu 1955 se francouzskou lodí přepravil do Japonska, kde rok pracoval jako novinář a psal články pro japonské noviny a časopisy. Své zkušenosti z tohoto i dalších pobytů v Japonsku shrnul v knize z roku 1970 Chronique japonaise (Japonská kronika).

#### Manželství a další cesty

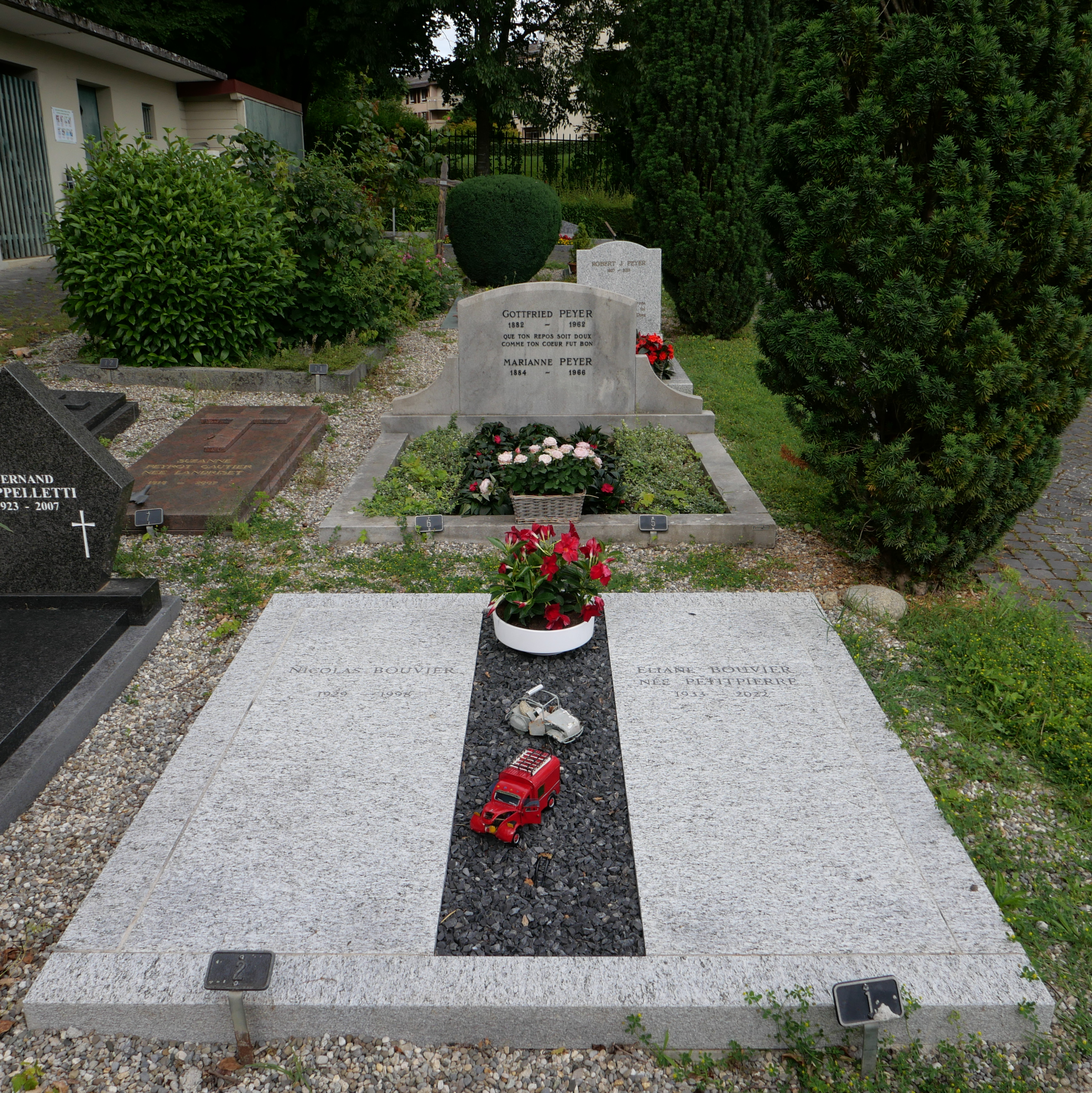
Hrob v roce 2024.

V roce 1958 se oženil s Éliane Petitpierreovou (1933-2022), dcerou švýcarského politika a advokáta Maxe Petitpierrea. Manželé se usadili ve švýcarské obci Cologny, poblíž Ženevy. V letech 1958 – 1963 pracoval pro Světovou zdravotnickou organizaci a pro Nouvelle Bibliothèque Illustrée des Sciences et des Inventions v umělecko–vědním oboru ikonografie. V letech 1964 – 1965 pobýval opět v Japonsku, tentokrát se ženou a jejich dvěma dětmi. Následovaly další cesty po Asii (Jižní Korea, Čína) i Evropě (Irsko, Aranské ostrovy). To už byl i známým fotografem a ze svých cest shromáždil bohaté osobní archivy skládající se z 30 000 dokumentů. V roce 1970 se zúčastnil spolu se švýcarskou delegací Světové výstavy v Ósace, kde uvedl čtyři svoje knihy, které k této události připravil. V roce 1990 vydal Journal d'Aran et d'autres lieux) (Deník z Aranu a jiných míst). V roce 1994 napsal předmluvu ke sbírce básní Vladimíra Holana Douleur (Bolest), která vyšla ve francouzském překladu Dominique Grandmontové v ženevském nakladatelství Metropolis.
Zemřel na rakovinu, v Ženevě 17. února 1998, ve věku 68 let. Bouvier našel místo posledního odpočinku na Novém hřbitově v Colony nad Rýnem. Jeho manželka Eliane byla pohřbena po jeho boku. Hrob zdobí dva modely aut legendárního Citroënu 2CV, ve kterém procestoval celý svět.

## Dílo